# Brynmor Jones
Brynmor Jones ist ein britischer Dirigent.

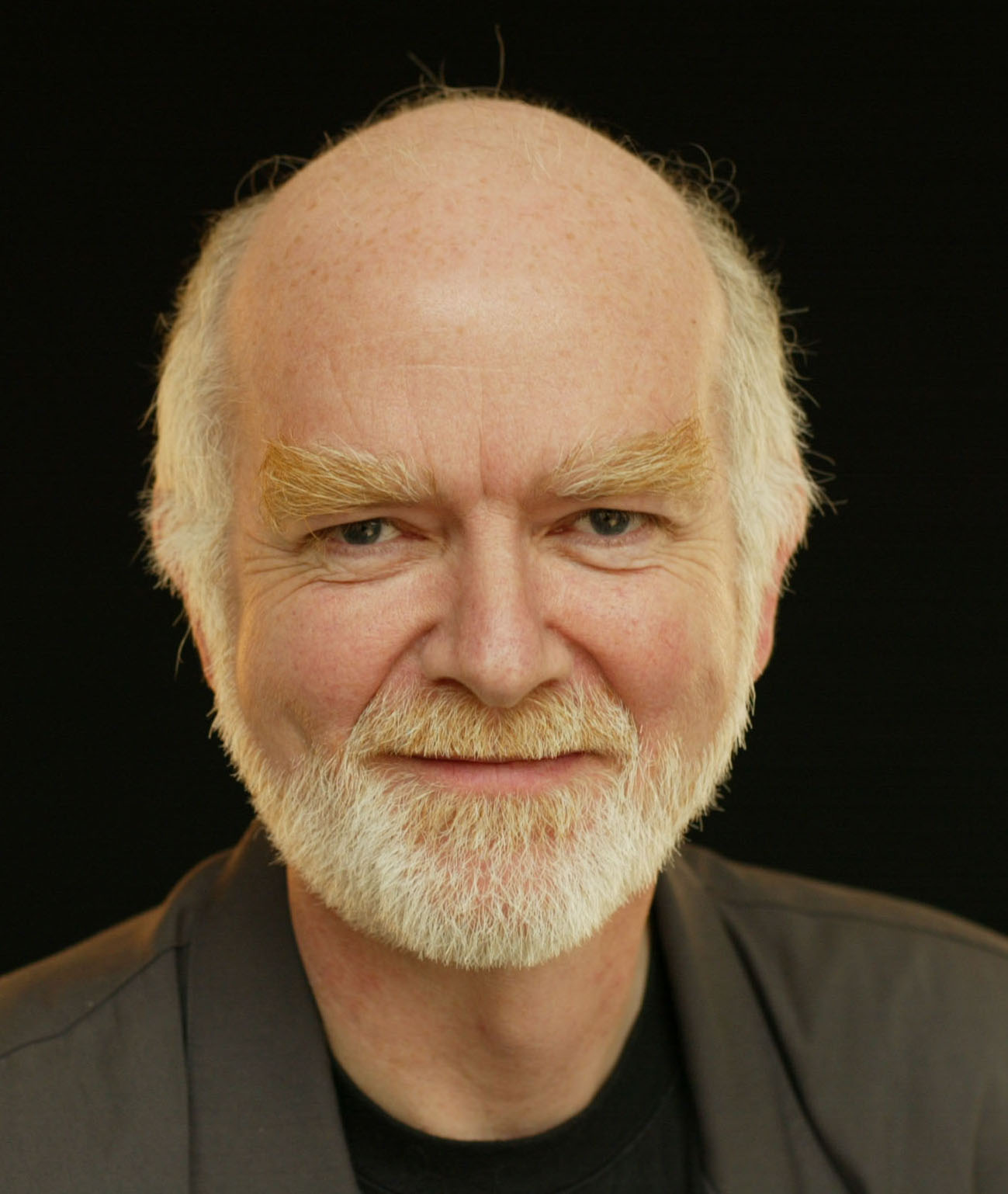
Brynmor Jones

## Leben
Jones hat einen großen Bereich aus dem Chor-, Orchester- und Opernrepertoire an vielen europäischen Spielstätten dirigiert. Von 1972 bis 1976 war er in Großbritannien tätig als Musikalischer Leiter des Corelli Choir and Orchestra, des Seren Orchestra, der Christchurch Choral Society und des Gwalia Male Voice Choir.
Brynmor Jones lebt seit 1977 in Berlin. 1978 gründete er die „Berlin Arts Company“. Er verantwortete die Programmgestaltung und dirigierte mehrere Konzertserien mit zeitgenössischer Musik.
1981 wurde er Musikalischer Leiter der Berliner Kammeroper. Seit 1994 besteht ein Plattenvertrag mit der Firma Deutsche Schallplatten.
In den letzten zehn Jahren dirigierte er Konzerte, Rundfunkübertragungen und Tonaufnahmen mit dem Scharoun-Ensemble, dem RIAS Kammerchor, dem Radiosymphonieorchester des NDR Hannover, dem Berlin Symphonic Film Orchestra, dem Ostungarische Philharmonische Orchester, dem London Symphony Orchestra, Athelas Sinfonietta Copenhagen, dem Staatsorchester Rheinische Philharmonie und der Berliner Kammeroper.
Von 1996 bis 2002 war Brynmor Jones Künstlerischer Leiter der Berliner Kammeroper. Als Komponist hat Brynmor Jones sich auf das „klassische“ Filmscoring für Kino- und TV-Filme spezialisiert, mit Schwerpunkt auf großen Orchesterarrangements. Er komponierte Filmmusiken für diverse Fernsehsender, unter anderem ARD, ZDF, RTL, Arte, Discovery Channel, Time Warner und arrangierte Musik für Shapiro und Carolco in den USA.